# أديب مظهر
أديب مظهر المعلوف (1898 - 1928) شاعر لبناني. ولد في قرية المحيدثة بالقرب من بكفيا. درس أولًا في مدرسة الشيخ إبراهيم المنذر، ثم انتقل إلى مدرسة الإخوة في جونيه، حيث درس الأدب الفرنسي، وتأثر بأدب الرومانسي، ثم دخل الجامعة الأميركية، حيث أتقن اللغة الإنكليزية، وتخصص فيها. شعره قليل لكنه يعتبر من روّاد شعراء الرمزية العربية. توفي في بيروت عن عمر يناهز 30 عامًا ولم يترك ديوان. 

## سيرته
ولد أديب مظهر المعلوف سنة 1898 في قرية المحيدثة بالقرب من بكفيا في سنجق بيروت بولاية بيروت العثمانية (قضاء المتن بمحافظة جبل لبنان بعد الجمهورية) ونشأ بها في عائلة معلوف المعروفة. درس أولًا في مدرسة الشيخ إبراهيم المنذر وأتقن اللغة العربية، ثم انتقل إلى مدرسة الإخوة في جونيه، حيث درس الأدب الفرنسي، وتأثر بأدب ألبر سامان الشاعر الرومانسي. ثم دخل الجامعة الأميركية حيث اتقن اللغة الإنكليزية، وتخصص فيها وهوى أدب شكسبير. درس طب الأسنان أيضًا في نفس الجامعة. كما درس فن الرسم، وأصبح رساماً شغوفاً برسم المناظر الطبيعية. وقد افتتح عيادة لطب الأسنان، ومارس مهنته الطبية في بيروت.

توفي أديب مظهر سنة 1928 في بيروت. 

## شعره
ليس له ديوان مطبوع. له ثلاث قصائد طوال: «نشيد السكون»، «النسيم الأسود» و«أشتات الأماني»، وقصيدة بعنوان «الخلود». قال عنه إميل يعقوب «امتاز بثقافته العالية وعواطفه الجيّاشة، ونشاطه اللافت، وإحساسه المرهف. قَصَفَتْه يدُ المنون غَضَّ في عقده الثالث. » وصفه معجم البابطين «تجمعت في شعره أصداء شتى عربية وعالمية، قديمة وحديثة، فقصائده - على قلتها - تحمل الكثير من البشائر بالتجديد، ولذا فإنه يعد رائد الشعر الرمزي، بخاصة في قصيدته «نشيد السكون» التي عدت طليعة عهد أدبي جديد، وقد أحدث نشرها استجابات مختلفة في الأوساط الأدبية، وحتى في الجو الثقافي العام، وبالمثل عدت «النسيم الأسود» ترسيخاً لذات الاتجاه الرمزي، بما يؤكد الريادة وتعميق الأثر.»  نشر ربيعة أبي فاضل سنة 2014 كتابه بعنوان «أديب مظهر رائد الرمزية في الشعر العربي».